# Pace di Maso del Bombace
Pace di Maso del Bombace, detto anche Pace Bombace o Bombase (Forlì, 1440 – Forlì, 22 maggio 1500), è stato un architetto e disegnatore italiano, esponente della scuola artistica forlivese nel XV secolo.

## Biografia
Pace di Maso del Bombace, nato a Forlì nel 1440 circa, fu architetto di scuola forlivese, "largamente noto in Italia, tanto da lavorare al servizio di principi e del papa Sisto IV, che lo teneva in grande considerazione", con saldi legami di amicizia con Melozzo da Forlì, celeberrimo pittore ed architetto.
Pace, allievo del padre Tommaso (Maso), anch'egli architetto, è noto sia per quest'attività sia come "ricamatore": forniva i disegni per l'altrui lavoro di ricamo, era cioè disegnatore di ricami.
Ci rimangono due sue opere certe, entrambe a Forlì:
- la cappella della canonica del duomo di Forlì,
- la Chiesa o Oratorio di San Sebastiano, già dei Battuti Bianchi.

Pace morì nel 1500 e fu sepolto nella Chiesa di Sant'Agostino, in Forlì, oggi scomparsa.